# DeLand
DeLand är en stad (city) i Volusia County i delstaten Florida i USA. Enligt United States Census Bureau har staden en folkmängd på 27 041 invånare (2011) och en landarea på 45,6 km². DeLand är huvudort i Volusia County.

## Kända personer
- Terence Trent D'Arby, artist
- Jacob deGrom, basebollspelare
- Bridgette Gordon, basketspelare
- Chipper Jones, basebollspelare
- Luke Scott, basebollspelare
- Maurice Starr, musiker och producent